# Herbelles
Herbelles – miejscowość i dawna gmina we Francji, w regionie Hauts-de-France, w departamencie Pas-de-Calais. W 2013 roku jej populacja wynosiła 550 mieszkańców. 
W dniu 1 września 2016 roku z połączenia dwóch ówczesnych gmin – Herbelles oraz Inghem – utworzono nową gminę Bellinghem. Siedzibą gminy została miejscowość Herbelles. 